# アンダーソン・ゴメス
アンダーソン・ゴメス・ドス・サントス（Anderson Gomes dos Santos, 1985年3月12日 - ）は、ブラジル出身のプロ野球選手（外野手）。

## 来歴・人物
ブラジルサンパウロ州出身。アフタメロ高校を中退し、2002年途中に福岡ダイエーホークスに入団。Max153キロの速球と、スライダー、カーブの変化球が武器だった。
入団時のポジションは投手だったが、2005年から外野手に転向した。同年オフに戦力外通告を受け、退団。
2006年から2008年まで、シカゴ・ホワイトソックス傘下のマイナーチームに所属していた。

## 詳細情報

### 年度別打撃成績
- 一軍公式戦出場なし

### 背番号
- 70 （2002年途中 - 2005年）